# Opisthograptis punctilineata
Opisthograptis punctilineata là một loài bướm đêm trong họ Geometridae.